# Perindopril
Perindopril é um medicamento do tipo inibidor da enzima de conversão da angiotensina (IECA) utilizado no tratamento de hipertensão arterial.